# Isla Federico Álvarez
Isla Federico Álvarez är en ö i Mexiko. Den ligger i floden San Pedro y San Pablo, i delstaten Tabasco, i den sydöstra delen av landet. I närheten ligger en by med samma namn, Federico Álvarez, som hade 566 invånare år 1995.